# فوجی الکتریک
فوجی الکتریک (به ژاپنی: 富士電機) شرکت هلدینگ تجهیزات الکتریکی ژاپنی است، که در زمینه تولید تجهیزات و زیرساخت‌های نیروگاه‌های سوخت فسیلی، زمین‌گرمایی، اتمی، فتوولتاییک، برق‌آبی و نیروگاه‌های بادی همچنین تولید اینورترها، کنتورهای آب و برق، پی‌ال‌سی‌ها، تجهیزات توزیع برق، پمپ‌ها، الکتروموتورها، نیم‌رساناها و کارت‌های هوشمند فعالیت می‌کند.
شرکت فوجی الکتریک در سال ۱۹۲۳ از سرمایه‌گذاری مشترک شرکت‌های فوروکاوا الکتریک و زیمنس راه‌اندازی شد. دفتر مرکزی این شرکت در منطقه شیناگاوا شهر توکیو قرار دارد و سهام آن در بازار بورس توکیو معامله می‌شود.
مستر تراست بانک با ۴٫۹۷٪ درصد، فوجیتسو با ۱۰٫۴۰٪ درصد، میزوهو بانک با ۳٫۱۱٪ درصد، فنوک با ۱٫۸۸٪ درصد و ژاپن تراستی سرویس بانک با در اختیار داشتن ۷٫۰۶٪ درصد از سهام فوجی الکتریک، بزرگترین سهام‌داران آن به‌شمار می‌آیند.